# Don't Say We Didn't Warn You
Don't Say We Didn't Warn You è il secondo album in studio del gruppo musicale britannico Does It Offend You, Yeah?, pubblicato il 14 marzo 2011 dalla Cooking Vinyl.

## Descrizione

### Antefatti e pubblicazione
La notizia di un possibile seguito di You Have No Idea What You're Getting Yourself Into giunse già agli inizi del 2009. Il 27 aprile dello stesso anno il gruppo spiegò ai fan tramite la propria pagina Myspace che, in occasione del raggiungimento dei 10 milioni di ascolti nel social network, avrebbero pubblicato un brano inedito intitolato The News at 10 per un periodo di tempo limitato. Successivamente, il brano venne modificato e divenne Yeah!, apparso nell'album. Nel mese di ottobre, il gruppo chiese ai propri fan nuovamente attraverso Myspace di registrare delle clip audio di loro stessi mentre urlavano la parola "Yeah!" per essere utilizzata in una traccia dell'album. Nell'agosto 2010, il gruppo rese disponibile per il download gratuito il brano We Are the Dead attraverso il proprio sito ufficiale; del brano venne realizzato un video musicale che mostra estratti di concerti provenienti dalla Cina, dall'Australia, Germania e nel Regno Unito.
Il brano All the Same, inizialmente pensato per l'album ma successivamente scartato da esso, fu inserito nella colonna sonora del videogioco Need for Speed: Hot Pursuit (2010).

### Promozione
Per promuovere Don't Say We Didn't Warn You, i Does It Offend You, Yeah? si sono esibiti insieme a Linkin Park, The Prodigy e Pendulum in alcune date tenute nel corso del 2011 nell'America del Nord.
L'uscita dell'album è stata anticipata dalla pubblicazione del singolo The Monkeys Are Coming, caratterizzato da un campionamento vocale proveniente da un meme di Internet che mostra un uomo inveire su un gruppo di skateboarder e reso disponibile per il download digitale il 23 gennaio 2011. Il singolo è stato successivamente ripubblicato con l'aggiunta della versione radiofonica e di due remix il 27 del mese successivo.
Altri singoli estratti sono stati Pull Out My Insides, pubblicato digitalmente il 15 aprile 2011 in Australia e Nuova Zelanda ed accompagnato dal relativo video musicale il 14 giugno dello stesso anno, e Wondering, realizzato con la partecipazione vocale del rapper Trip di Amy Rushent e pubblicato il 1º maggio 2011.

### Altri campionamenti
- John Hurt contiene il drum break Yeah! Woo!.
- Wrestler contiene un campionamento proveniente dal film Beyond the Mat (1999).

## Tracce
Testi e musiche dei Does It Offend You, Yeah?.
1. We Are the Dead – 3:54
2. John Hurt – 4:37
3. Pull Out My Insides – 4:07
4. Yeah! – 4:12
5. The Monkeys Are Coming – 3:57
6. Wrong Time Wrong Planet – 3:59
7. Wrestler – 3:20
8. Wondering – 2:25
9. The Knife – 3:36
10. Broken Arms – 4:25

Traccia bonus nell'edizione di iTunes
1. Survival of the Thickest – 2:49

Traccia bonus nell'edizione giapponese di iTunes
1. Dead for the Summer – 4:16

## Formazione
Gruppo
- James Rushent – voce, sintetizzatore
- Matty Derham – chitarra
- Chloe Duveaux – basso
- Dan Coop – sintetizzatore
- Rob Bloomfield – batteria

Altri musicisti
- Trip – rapping (traccia 8)
- Amy Rushent – voce (traccia 8)
- Ani Saunders, Gwenno Saunders, Beth Mburu-Bowie – cori (traccia 9)

Produzione
- James Rushent – produzione, missaggio
- Martin Rushent – produzione esecutiva
- Alex Newport – missaggio (traccia 2), produzione (traccia 3)